# Katie Swan
Katie Swan (Bristol, 24 de marzo de 1999) es una jugadora de tenis británica.

## Biografía
Nació en Bristol, sus padres son Nicki y Richard. Pasaba las vacaciones en Portugal cuándo tenía siete años y empezó a hacer clases de tenis. Su profesor había jugado para Portugal y les dijo a sus padres, que mostraba talento real y podría representar a su país en el futuro. En el regreso de la familia a Abades Leigh, Bristol, Swan empezó a tomar clases de forma regular con Rob Hawkins, director del programa Junior y mánager del club de Lloyd del David. Hawkins entrenó a Swan hasta que tuvo los 11, desarrollando a Katie en una joven promesa del circuito internacional.
Swan estudió  en Bristol en El Downs Escuela y fue una jugadora de hockey entusiasta, representando Avon y a su escuela cuándo cualificaron para el las finales nacionales sub-13. 
Desde 2013, Swan se ha establecido en Wichita, Kansas, Estados Unidos.

## Carrera profesional

### 2015
En marzo, justo antes de su 16.º cumpleaños, Swan consiguió sus primeras victorias en el circuito senior. 
Judy Murray, capitana de la Copa Federación de Gran Bretaña, convocó a Swan, para representar a Gran Bretaña en 2016.

## Títulos ITF

### Singles: 12
| Leyenda          |
| ---------------- |
| $100,000 torneos |
| $80,000 torneos  |
| $60,000 torneos  |
| $25,000 torneos  |
| $15,000 torneos  |
| $10,000 torneos  |

| Títulos por superficie |
| ---------------------- |
| Dura (9)               |
| Clay (0)               |
| Hierba (0)             |
| Indoor (3)             |

| Núm. | Fecha                    | Torneo                              | Superficie | Adversario                 | Puntuación         |
| ---- | ------------------------ | ----------------------------------- | ---------- | -------------------------- | ------------------ |
| 1.   | 22 de marzo de 2015      | Sharm El Sheikh, Egipto             | Dura       | Julia Terziyska            | 6–2, 6–2           |
| 2.   | 27 de septiembre de 2015 | Madrid, España                      | Dura       | Cristina Sánchez Quintanar | 6–7(5–7), 6–2, 6–3 |
| 3.   | 27 de febrero de 2017    | Sharm El Sheikh                     | Dura       | Pemra Özgen                | 6–3, 6–1           |
| 4.   | 12 de marzo de 2017      | Sharm El Sheikh                     | Dura       | Julia Wachaczyk            | 6–4, 7–5           |
| 5.   | 28 de octubre de 2017    | Óbidos, Portugal                    | Alfombra   | Katie Boulter              | 5–0r               |
| 6.   | 12 de mayo de 2018       | Monzón, España                      | Dura       | Aliona Bolsova             | 6–2, 6–3           |
| 7.   | Octubre de 2019          | Claremont, Estados Unidos           | Dura       | Thaisa Grana Pedertti      | 6–1, 6–3           |
| 8.   | Febrero de 2021          | Orlando, Estados Unidos             | Dura       | Robin Anderson             | 6–1, 6–3           |
| 9.   | Noviembre de 2021        | Haabneeme, Estonia                  | Indoor     | Ekaterina Shalimova        | 7–6(3), 6–3        |
| 10.  | Febrero de 2022          | Santo Domingo, República Dominicana | Dura       | Sachia Vickery             | 6–4, 6–3           |
| 11.  | Agosto de 2022           | Lexington, Estads Unidos            | Dura       | Jodie Burrage              | 6–0, 3–6, 6–3      |
| 12.  | Octubre de 2022          | Trnava, Eslovaquia                  | Indoor     | Wang Xinyu                 | 6–1, 3–6, 6–4      |